# 岩手県の城
岩手県の城（いわてけんのしろ）は、岩手県内に存在する、またはかつて存在した城館をとりまとめたもの。

## 盛岡市
- 盛岡城
- 安倍館
- 乙部館
- 志波城
- ふん館
- 下田館
- 玉山城
- 平田野館
- 日戸館
- 桝沢山館
- 館市館
- 湯の館
- 飯岡館
- 米内館
- 大萱生館
- 八幡館

## 一関市
- 青葉山城
- 大塚館
- 高倉城
- 高崎館
- 高森城
- 二桜城
- 金沢城
- 飯倉城
- 葉山館
- 下油田城
- 上油田城
- 西館
- 涌津城
- 下館城
- 杉屋敷館
- 峠城
- 半目館
- 三関城
- 中里城
- 金鶏城
- 浜横沢城
- 上折壁城
- 一関城
- 牧沢城
- 要害城
- 赤荻城
- 橘城
- 松倉要害館
- 南小梨城
- 千厩城
- 仏坂城
- 薄衣城
- 古館
- 門崎城
- 大河戸館
- 布佐館
- 猿沢城
- 月館
- 根城館
- 摺沢城
- 曽慶城
- 内野沢館
- 大原城
- 新山城
- 雨揚館
- 遅沢館
- 鳥海城
- 伊勢館
- 川嶋城
- 内館
- 東館
- 掻引城
- 唐梅館
- 熊館
- 黄海城
- 新城館
- 砂子田館
- 藤沢城
- 馬場館
- 陳ヶ森館
- 要害館
- 釣尾城
- 下黒沢城
- 上黒沢城
- 小姓館
- 加持屋館
- 小屋館
- 楊生古城
- 楊生新城
- 折壁城
- 泉館

## 遠野市
- 鍋倉城
- 鱒沢城
- 横田城
- 火渡館

## 奥州市
- 古館
- 安倍新城
- 衣川柵
- 白幡城
- 豊田館
- 岩谷堂城
- 青篠城
- 太田代城
- 沼尻城
- 人首城
- 野手崎城
- 羽黒堂館
- 羽黒堂城
- 黒田助城
- 胆沢城
- 築館
- 下河原館
- 上姉体城
- 下姉体城
- 水沢城
- 中畑城
- 九郎館
- 前沢城
- 白鳥館
- 六日城
- 上麻生城
- 門ヶ城
- 鹿合館

## 下閉伊郡
- 織笠館
- 坊主山館
- 小田の御所
- 船越御所
- 曽伊館
- 普代城

## 花巻市
- 轟木館
- 花巻城
- 寺林城
- 小森林館
- 新堀館
- 大瀬川館
- 八重畑館
- 御所ヶ館
- 亀ヶ森城
- 大迫城
- 大畑館
- 安俵城
- 車館
- 倉沢城
- 毒沢館
- 土沢城
- 本館
- 藤四郎館

## 釜石市
- 伝城
- 狐崎城

## 岩手郡
- 昼沢館
- 葛巻城
- 一方井城
- 一方井城古館
- 黒内館
- 沼宮内城
- 川口城
- 雫石城
- 大館
- 田頭城
- 八幡館

## 気仙郡
- 世田米城
- 外館城
- 樋ノ口城

## 久慈市
- 久慈城
- 宇部館
- 新城館
- 荷軽部館
- 中輪館
- 小国館
- 川井館

## 宮古市
- 中根城
- 花輪館
- 近内館
- 小国館
- 千徳城
- 川井館
- 田鎖城
- 館森
- 箱石館
- 八木沢館
- 腹帯館
- 黒田館
- 田代館
- 根城
- 和井内館
- 蟇目館

## 九戸郡
- 軽米城
- 熊野館
- 伊保内館
- 犾館
- 江刺家館
- 大名館
- 高家館
- くず館
- 小軽米城
- なら館
- 上館
- 晴山館
- 玉川館
- 野田古館
- 野田城
- 伏津館
- 小手野沢館
- 宿戸館
- 西の館
- 和座館
- 蝦夷館
- 牛転ばし林館
- 大野館
- 蝦夷森館
- たてひら館
- 明戸館

## 紫波郡
- 大巻館
- 長岡館
- 樋爪館/比爪館
- 高水寺城
- 柳田館
- 煙山館
- 岩清水館
- 徳丹城
- 座主館

## 上閉伊郡
- 田中館
- 大槌城

## 西磐井郡
- 長部館
- 伽羅ノ御所
- 高館
- 泉ヶ城
- 国衡館
- 柳之御所
- 安土城

## 大船渡市
- 高館城
- 吉浜城
- 根ノ城
- 猪川城
- 松館
- 末崎城
- 川原城

## 胆沢郡
- 安倍館
- 八幡館
- 大林城
- 松本館
- 細越城
- 丸子館
- 三居寺館
- 鳥海柵
- 金ケ崎城
- 新井田館

## 二戸郡
- 一戸城
- 月館城
- 姉帯城
- 出ル町城
- 五月館
- 小友館
- 中里館
- 釜沢館
- 金田一城
- 根森館
- 米田館
- 大清水館
- 松岡館
- 蝦夷館
- 浄法寺城
- 足沢館
- 九戸城
- 四戸城

## 八幡平市
- 佐比内館
- 野駄館
- 寺田城
- 田山館
- 田頭城
- 平舘城
- 堀切館

## 北上市
- 江釣子館
- 五条丸館
- 鹿島館
- 丸子館
- はノ木田城
- 浮牛城
- 天王館
- 黒岩城
- 新平館
- 相去城
- 小鳥崎館
- 二子城
- 陣ヶ丘
- 高館
- 時田館
- 七折館
- 岩崎城
- 下仙人館
- 田中館
- 下煤孫館
- 上煤孫館

## 陸前高田市
- 三日市館
- 本宿館
- 二日市館
- 広田城
- 東館城
- 蛇ヶ崎城
- 壺城
- 古館
- 米ヶ崎城
- 浜田城
- 内館
- 高田城

## 和賀郡
- 御所ノ目館
- 毘沙門館
- 典膳館
- 川舟館
- 八幡館
- 深沢館
- 中館